# 马菅
马菅（学名：Carex idzuroei）是莎草科苔草属的植物。分布在日本以及中国大陆的江苏省等地，多生在湖边潮湿地和河边，目前尚未由人工引种栽培。